# Mont Verdun
Pour les articles homonymes, voir Verdun (homonymie).
Ne doit pas être confondu avec Montverdun.
Le mont Verdun est, avec ses 626 mètres d'altitude, le point culminant des monts d'Or et de la métropole de Lyon, au nord-ouest de Lyon.
Les monts d'Or sont le poumon vert du nord lyonnais. Leurs nombreux sentiers pédestres sont très prisés des Lyonnais en fin de semaine. Le mont Verdun est un lieu de rencontre connu des riders lyonnais qui descendent avec des planches à roulettes (freeboard, longboard, luge, rollers, etc.), la route qui monte au col étant fermée à la circulation pendant la période estivale (1er avril au 31 octobre), les week-ends et jours fériés.

## Base aérienne 942
Au sommet du mont Verdun se trouvent des installations militaires de l'Armée de l'air qui accueillent notamment le commandement de la défense aérienne et des opérations aériennes (CDAOA), Centre national des opérations aériennes (CNOA) ainsi que des installations de contrôle des forces aériennes stratégiques (FAS) et de la force océanique stratégique (FOST).

## Sport
La course cycliste de la Polymultipliée lyonnaise emprunte le mont Verdun entre 1948 et 2008.

## Culture
« Mont Cindre, Mont Thou, Mont Verdun, trois géants qui n'en font qu'un, se haussent à l'envi pour voir Lyon. »

— Jacques Melchior Villefranche, Essai de Grammaire du patois lyonnais